# Chionaema thoracica
Chionaema thoracica là một loài bướm đêm thuộc phân họ Arctiinae, họ Erebidae.